# 포트워스 컨벤션 센터
포트워스 컨벤션 센터(영어: Fort Worth Convention Center)는 미국 텍사스주 포트워스에 위치한 실내 경기장이다. 과거 ABA 텍사스 채퍼럴스와 D-리그 포트워스 플라이어스 그리고 CHL 포트워스 파이어, 포트워스 브라마스의 홈경기장으로 사용했다.